# 樋口修資
樋口 修資（ひぐち のぶもと、1953年(昭和28年)9月5日 - ）は、日本の教育学者・官僚。
公益財団法人日本レクリエーション協会代表理事理事長。明星大学名誉教授。元文部・文部科学官僚。学校法人藤村学園(東京女子体育大学・東京女子体育短期大学などを運営)理事長。学位は、修士（学術）（放送大学）。

## 人物
文部科学省初等中等教育局担当審議官、政策評価審議官、スポーツ・青少年局長などを歴任した。
2010年（平成22年）4月から2023年（令和5年）3月まで、明星大学教育学部教授。2018年（平成30年）4月から2020年（令和2年）3月まで、同学部長。2023年(令和5年)5月29日より、学校法人藤村学園理事長。
2019年（令和元年）より、公益財団法人日本レクリエーション協会代表理事理事長。
専門は、教育行政学、教育政策、学校経営論、比較教育学。

## 略歴

### 学歴
- 1976年（昭和51年）東京大学教育学部教育学科卒業、教育学士。
- 2011年（平成23年）放送大学大学院文化科学研究科文化科学専攻人間発達科学プログラム 修士課程修了、修士（学術）。

### 職歴
- 1976年（昭和51年） 文部省入省
- 1976年（昭和51年）4月から1978年（昭和53年）3月まで 文化庁 文化財保護部 管理課
- 1978年（昭和53年）4月から1979年（昭和54年）3月まで 文部省 学術国際局 学術課
- 1979年（昭和54年）4月から1980年（昭和55年）3月まで 高エネルギー物理学研究所 管理部研究協力課 研究協力第2係長
- 1980年（昭和55年）4月から1981年（昭和56年）9月まで 外務省 経済協力局政策課
- 1981年（昭和56年）9月から1983年（昭和58年）3月まで 文部省 初等中等教育局 特殊教育課 企画調査係長
- 1983年（昭和58年）4月から1986年（昭和61年）3月まで 富山県 知事公室 総務部知事公室主幹 総務課長
- 1986年（昭和61年）4月から1987年（昭和62年）8月まで 総理府 臨時教育審議会事務局 総務課 総務課長補佐
- 1987年（昭和62年）8月から1988年（昭和63年）4月まで 文部省 大臣官房政策課 専門員
- 1988年（昭和63年）4月から1989年（平成元年）8月まで 文部省 高等教育局 私学部 私学助成課 課長補佐
- 1989年（平成元年）8月から1990年（平成2年）7月まで 文部省 高等教育局 私学部 私学行政課 課長補佐
- 1990年（平成2年）7月から1990年（平成2年）9月まで 文部省 学術国際局 国際企画課 専門員
- 1990年（平成2年）10月から1992年（平成4年）3月まで 文部省 学術国際局 国際教育室長
- 1992年（平成4年）4月から1994年（平成6年）4月まで 福岡県教育庁 指導第1部長、教育次長
- 1994年（平成6年）4月から1997年（平成9年）7月まで 文部省 高等教育局 私学助成課長
- 1997年（平成9年）7月から1999年（平成11年）3月まで 放送大学学園 総務部長
- 1999年（平成11年）4月から2001年（平成13年）1月まで 文部省 生涯学習局 生涯学習振興課長
- 2000年（平成12年）4月から2009年（平成21年）3月まで 明星大学 人文学部 非常勤講師（担当科目「教育行財政」）
- 2001年（平成13年）1月から2001年（平成13年）7月まで 文部科学省 生涯学習政策局 政策課長
- 2001年（平成13年）7月から2003年（平成15年）1月まで 文部科学省 大臣官房 人事課長
- 2001年（平成13年）10月から2004年（平成16年）3月まで 東京大学 教育学部 非常勤講師（担当科目「教育法」）
- 2003年（平成15年）1月から2005年（平成17年）7月まで 文部科学省 大臣官房 審議官（初等中等教育局担当）
- 2004年（平成17年）7月から2005年（平成17年）7月まで 文部科学省 大臣官房 政策評価審議官
- 2006年（平成18年）7月から2008年（平成20年）7月まで 文部科学省 スポーツ・青少年局長
- 2007年（平成19年）4月から2009年（平成21年）3月まで 明星大学 通信制大学院 客員教授（担当科目「教育学演習Ⅰ」）
- 2008年（平成20年）7月から2009年（平成21年）3月まで 放送大学学園 総務担当理事
- 2009年（平成21年）4月から2010年（平成22年）3月まで 政策研究大学院大学 非常勤講師
- 2009年（平成21年）4月から2020年（令和2年）3月まで 東京学芸大学 客員教授
- 2009年（平成21年）4月から2010年（平成22年）3月まで 明星大学 人文学部 心理・教育学科（教育学専修） 教授
- 2010年（平成22年）4月から2017年（平成27年）3月まで  政策研究大学院大学 客員教授
- 2010年（平成22年）4月から2023年（令和5年）3月まで 明星大学 教育学部 教育学科 教授[1][2]
- 2014年（平成26年）4月から2022年（令和4年）3月まで 国立大学法人東京学芸大学 経営協議会委員
- 2017年（平成29年）5月から 教職員の働き方改革推進プロジェクト代表
- 2017年（平成29年）6月から2019年（令和元年）6月まで 公益財団法人日本レクリエーション協会 代表理事副理事長
- 2017年（平成29年）9月から2022年（令和4年）3月まで 聖心女子大学 非常勤講師
- 2018年（平成30年）4月から2020年（令和2年）3月まで 明星大学教育学部 学部長
- 2018年（平成30年）4月から現在 学校法人中西学園（名古屋外国語大学・名古屋学芸大学）理事・評議員
- 2019年（令和元年）6月から2023年(令和5年)5月まで  学校法人藤村学園（東京女子体育大学）理事
- 2019年（令和元年）6月から現在 公益財団法人日本レクリエーション協会 代表理事理事長
- 2023年（令和5年）5月から現在 学校法人藤村学園理事長

現在は、明星大学名誉教授。

## 著書
- 第3版　教育の制度と経営　15講（明星大学出版部　2022/11）
- 教職志望者のための教育法の基礎（明星大学出版部　2021/12）
- 試験によく出る教育法規キーワード90（教育開発研究所　2021/04）
- 背景と実態から読み解く教育行財政（共著）（明星大学出版部　2020/12）
- いまさら聞けない！日本の教育制度（武久出版　2020/09）
- 第2版　教育の制度と経営　15講（明星大学出版部　2020/03）
- 教育の制度と経営　15講（明星大学出版部　2019/03）
- 学校をブラックから解放する～教員の長時間労働の解消とワーク・ライフ・バランスの実現～(共著）（学事出版　2018/09)
- 支援スタッフで学校は変わるのか～教員との協働に関する実態調査から～（共著）（アドバンテージサーバー　2018/03)
- 頻出教育法規キーワード８３（教育開発研究所　2017/03/31)
- 教育の最新事情(共著）（明星大学出版部　2016/04）
- 最新　教育法の基礎（明星大学出版部　2015/10)
- 最新　教育の行政・制度と学校の管理運営（明星大学出版部　2015/09）
- 校長・教頭のリーダーシップとマネジメント術(分担執筆）（教育開発研究所　2015/02）
- 首長主導改革と教育委員会制度（共著）（福村出版　2014/04）
- いじめ・体罰防止の新規準と学校の対応　(分担執筆）（教育開発研究所　2013/11）
- 教育法規の要点がよくわかる本（共著）（教育開発研究所　2012/09)
- 教育原理（共著）（明星大学出版部　2012/01）
- 教育委員会制度変容過程の政治力学～戦後初期教育委員会制度史の研究～（明星大学出版部　2011/05）
- 教員・教職志望者のための教育法の基礎（明星大学出版部　2010/03）
- 教育行政と学校経営（明星大学出版部　2008/12）
- 現代公教育との対話（明星大学出版部　2007/07）
- 教育行財政概説～現代公教育制度の構造と課題～（明星大学出版部　2007/01）
- 寄附行為認可審査基準からみた大学新増設の実務（霞出版　1990/10）

## 研究課題・受託研究・科研費
- 2009/04～2012/03　科学研究費補助金「子ども・青少年」行政の総合化と専門家養成に関する国際比較研究（研究分担者）
- 2010～2013　文部科学省・特別研究費「教員養成教育の評価等に関する研究」（研究協力者）
- 2013～2016　科学研究費補助金　「教員勤務実態調査手法を応用したコミュニティー・スクール制度導入の阻害要因の析出」（研究分担者）
- 2016～2019　科学研究費補助金　基盤研究（B）「多忙化縮減をめざす学校と支援スタッフの連携協力の在り方に関する調査研究」（研究代表者）
- 2019～2023　科学研究費補助金「教職キャリアの多様化を見据えた「中途入職教員」活用に関する教育行政施策の研究」（研究分担者）

## 論文
- 「働き方改革」と学校事務職員の機能と役割（日本教育事務学会年報第６号　2019/12）
- 教育の規制緩和論の射程とその限界～公教育制度の再構造化をめぐる諸問題～（明星大学教育学部研究紀要第9号　2019/03）
- 学校組織運営論からみる「チーム学校」の批判的考察と教員のワーク・ライフ・バランスの実現（明星大学教育学部研究紀要第7号　2017/03）
- 教育政策論からみる「義務教育学校」制度化への批判的考察（明星大学教育学部研究紀要第6号　2016/03)
- 公設民営学校の批判的考察（日本教育事務学会年報第2号　2015/12)
- 学校週5日制下の土曜授業実施についての考察(明星大学教育学部研究紀要第5号　2015/03)
- 文部科学省における教育行政事務の構造とその特質について（日本教育事務学会年報第１号　2014/12）
- スクール・コンプライアンスからみた学校教育における懲戒と体罰の範囲と限界について（明星大学教育学部研究紀要第4号　2014/03)
- 教育政策からみた教員の勤務時間管理の在り方の改善について（明星大学教育学部研究紀要第3号　2013/03 )
- 教育政策論からみた教育委員会制度改革への一考察 （明星大学教育学部研究紀要第2号　2012/03）
- 教育補助金と教育バウチャー制度の視点からみた現代教育財政への一考察（中村文夫氏との共著）（明星大学教育学部研究紀要第2号　2012/03）
- 知識基盤社会における教育センターの役割と方向性～教職の専門性と教員の現職研修の在り方をめぐって～ （明星大学教育学部研究紀要第1号　2011/03）

## その他執筆物
- 働き方改革と校長のリーダーシップ（月刊プリンシパル　2021年12月号）
- 学校の「働き方改革」の現在地（月刊教職研修　2021年8月号）
- 書評　福島尚子著『占領期日本における学校評価政策に関する研究』（日本教育政策学会年報　2021年28巻）
- 「働き方改革」の実現に向けて（月刊教職研修　2020年1月号）
- 学校における働き方改革～教員の長時間労働の解消とワーク・ライフ・バランスの実現～（日本教育学会第78回大会　課題研究Ⅰにおける発表　2019/8/7）
- 教員の働き方改革（「水曜討論」北海道新聞　2019/8/28）
- 教職の専門性と多忙化問題（内外教育「ひとこと」時事通信社　2019/9/13）
- スクール・コンプライアンスからみる学校の教育活動（埼玉教育　第３号　2019年9月）
- 「公務員の定年延長」問題（月刊教職研修　2019年3月号）
- 変形労働時間制は役に立つか？（内外教育「ひとこと」時事通信社　2018/11/16)
- 学校の長時間労働～教員に「調整休暇」導入を～（「私の視点」朝日新聞　2018/10）
- 支援スタッフで学校は変わるのか①「導入をめぐるこれまでの経緯」（内外教育　時事通信社　2018/06/12)
- 支援スタッフで学校は変わるのか（内外教育「ひとこと」時事通信社　2018/05/22)
- いまさら聞けない教育問題⑨「特別支援教育とは」（一般社団法人社会応援ネットワーク「Edupon」2018年第9号）
- 「「勤務時間管理」のポイント」（月刊教職研修　2018年4月号）
- 「学校組織運営論から見る「チーム学校」と教職員の働き方」（学校事務　2018/02）
- いまさら聞けない教育問題⑧「学校徴収金とは」（一般社団法人社会応援ネットワーク「Edupon」2017年第8号）
- 「教員の働き方改革を考える－多忙化の縮減と生活との両立を目指して」（雑誌　公明　2017年11月号）
- 職専免研修の弾力的活用を！（内外教育「ひとこと」時事通信社　2017/10/06)
- 教員の長時間労働の縮減をめざし、給特法の改正を「働き方改革」と時間外労働の上限規制について考える（朝日新聞WEBRONZA　2017/09）
- 「ルポ　教員の労働運動最前線！「聖域なき働き方改革」を求めて」（雑誌　POSSE　2017/09）
- 「教職員の働き方改革を考える」①～⑩（「内外教育」時事通信社　2017/08～2017/12）
- いまさら聞けない教育問題⑦「学習指導要領とは」（一般社団法人社会応援ネットワーク「Edupon」2017年第7号）
- とりもどせ！教職員の「生活時間」－日本における教職員の働き方・労働時間の実態に関する研究委員会報告書－（分担執筆）（連合総合生活開発研究所　2016/12）
- 「今、そこにある危機」（内外教育「ひとこと」時事通信社　2016/12/16)
- 「肝心要の教育法規」連載（「教職研修」教育開発研究所　2016/10月号～）
- 「クイズで覚える教育法規」連載（「月刊教員養成セミナー」時事通信出版局　2016/10月号～）
- 「英国教員労働事情ー他山の石」「内外教育「ひとこと」時事通信社　2016/07/01)
- いまさら聞けない教育問題⑥「教員免許状制度とは」（一般社団法人社会応援ネットワーク「Edupon」2016年第6号）
- 神奈川県におけるサポートスタッフの現状と課題（分担執筆）（神奈川県教育文化研究所　2016/06）
- 変貌する学校環境下における事務職員の在り方を考える（月刊「学校事務」7月号　学事出版　2016/06)
- いまさら聞けない教育問題⑤「ＰＴＡとは？」（一般社団法人社会応援ネットワーク「Edupon」2016年第5号）
- 公設民営学校、この羊頭狗肉なるもの （内外教育「ひとこと」時事通信社　2016/03/29)
- いまさら聞けない!教育問題④「校務分掌とは？」（一般社団法人社会応援ネットワーク「EDUPON」2015年第４号）
- 多様な教育機会の確保と義務教育（内外教育「ひとこと」時事通信社　2015/09/18)
- 教育の「政治的中立性」の留意点（月刊「教職研修」2015/9 教育開発研究所)
- 書評：「教育委員会改革5つのポイント」（村上祐介編著）(「教職研修」2015年7月号」教育開発研究所）
- いまさら聞けない!教育問題③「義務標準法とは？」（一般社団法人応援ネットワーク「EDUPON」2015年第3号）
- 考/論　「『不都合な真実』へ誠実に」（朝日新聞4月7日付朝刊）
- 変貌する学校環境と教職員～外部スタッフと共同した新しい学校像を展望する（第28回教文研シンポジウム　神奈川県教育文化研究所「教文研だより」２０１５/03)
- 「小中一貫教育学校」の提言を問い直す(「内外教育　ひとこと」時事通信社　2015/01/13)
- 今さら聞けない！教育問題② 教科書の「検定」と「採択」（一般社団社会応援ネットワーク「ＥＤＵＰＯＮ」2014第2号）
- 教育再生推進法案を検証する（季刊教育フォーラム「教育と文化」2014年第77号（株）アドバンテージサーバー発行）
- オリンピック招致と教育（「内外教育　ひとこと」時事通信社　2014/07/29)
- 教育委員会制度の出発点とは何であったのか（季刊フォーラム「教育と文化」2014年第76号（株）アドバンテージサーバー発行）
- 書評　高橋寛人著「危機に立つ教育委員会制度」（季刊フォーラム「教育と文化」2014年第75号（株）アドバンテージサーバー発行）
- 今さらきけない！教育問題①「教育委員会制度」とは？（社会応援ネットワーク「EDUPONT」 2014 第１号）
- 教委制度改廃論の歴史的系譜と大阪における首長主導の教育「改革」の問題性（「日本教育行政学会年報・３９」日本教育行政学会編　２０１３年１０月）
- 高校の自主性・自律性を支援する教育委員会へ（月刊「高校教育」2013年11月号）
- 教育論と行政論のはざまで考える～教育委員会制度改革の一考察～（「内外教育」時事通信社　平成25年5月17日号）
- 教育現場の教育法規Q&A(「校務分掌について」など連載で１０テーマを解説）（別冊「教職研修」2014/09~2015/06)
- 教育法規キーワード解説（月刊「教職研修」2013/04～毎月号連載）
- 教員の資質能力を向上するには～大学で学ぶこと・現場で学ぶこと～（前国立教育政策研究所長との対談）（「シナプス」平成24年9月号所収）
- 教員の労働時間管理政策～教員の時間外勤務と給与特別措置法～（平成23年度（財）文教教会調査・研究助成金報告書「教員の勤務負担軽減等に資するための学校のタイムマネジメントの開発研究」平成24年7月所収）
- 大阪における首長主導の教育「改革」と今後の地方教育改革の方向（神奈川県教育文化研究所「教文研だより」2012/06  第148号）
- 教育行政からみる教育センターの役割の変化（「教育と医学」平成24年4月号　2012/04）
- 「大阪府教育基本条例案」の法制上の問題点について（「季刊教育法」171号　2011/12）
- 教育法規の基礎（（独）教員研修センター編集「スクールコンプライアンスを考える」所収　2011/03）
- ルソーと教育（「季刊栄養教諭」第20号　2010/07）
- 今学校と教師に求められるもの（明星教育会・会誌「燦」　2010/07）
- 「子ども」の発見に思う（岡崎市教育委員会「岡崎の教育」2008/03）
- 新しい時代の義務教育のビジョン（「第４回明星大学保育・教職セミナー報告書」2007/03）
- 今日の初等中等教育の課題について（全国町村教育長会「第４７回全国町村教育長会定期総会並びに研究大会集録」2005/09）
- 新しい時代の義務教育の改革に向けて（財団法人日本視聴覚教育協会「視聴覚教育」2005/03）
- 「教員免許更新制」を問う（東京地区教育実習研究連絡協議会「東京地区教育実習連絡協議会会報」2005/05）
- 新時代の義務教育改革に向けて（財団法人総合初等教育研究所「教育時報」2005/02）
- 義務教育国庫負担制度のゆくえと義務教育改革（教育開発研究所「教職研修2005情報版」2005/02）
- 高等学校が取り組むべき当面の教育課題（全国高等学校教頭会「第43回全国高等学校教頭会総会・研究協議会大会集録」2004/12）
- 当面する初等中等教育上の諸課題（全国中学校長会「中学校」2004/07）
- 教育経営新時代の学校・教師・管理職（教育開発研究所「教職研修2004情報版」2004/04）
- 画一と受け身から自立と創造へ（時事通信社「教員養成セミナー」2004/02）
- ２１世紀の生涯学習のゆくえ（（株）ボイックス「生涯学習空間」2001/03）
- 「全国子どもプラン」の展開（全国市町村教育委員会連合会「時報市町村教委」2000/03）
- 生涯学習時代の教師の役割（福岡県教育委員会「教育福岡」1993/09）